# I got a name (album)
I got a name is het vijfde en laatste studioalbum van de Amerikaanse singer-songwriter Jim Croce. Dit album werd in 1973 uitgebracht en is kort na zijn overlijden verschenen.

## Achtergrond
Jim Croce stond op het punt om door te breken bij het grotere publiek, toen hij op 20 september 1973 op dertigjarige leeftijd omkwam bij een vliegtuigongeluk, samen met zijn gitarist Maury Muehleisen. Hij was onderweg van het ene concert naar het andere, tijdens een succesvolle tournee, toen hun vliegtuig crashte bij het opstijgen. Dit ongeluk vond plaats op de dag voordat een single met daarop het titelnummer van dit album zou worden uitgebracht.

## Muziek
Croce is vooral bekend door zijn melodieuze liedjes met veelal beperkte akoestische begeleiding (onder meer Lover's cross, I'll have to say I love you in a song en The hard way every time). Daarnaast heeft hij een aantal up-tempo nummers opgenomen, zoals Five short minutes, Working at the Car Wash Blues en Top Hat Bar & Grill. De titelsong is het thema van de film The last American hero, geregisseerd door Lamont Johnson met een hoofdrol van Jeff Bridges.
De meeste songs zijn door Croce geschreven. Hij schreef het nummer Age samen met zijn vrouw Ingrid. I got a name is geschreven door de film- en televisiecomponist Charles Fox samen met de tekstschrijver Norman Gimbell. Salon and saloon is geschreven door Groces gitarist Maury Muehleisen. Dit is het laatste nummer dat Croce heeft opgenomen.

## Tracklist
| Nr. | Titel                                             | Duur |
| --- | ------------------------------------------------- | ---- |
| 1.  | I got a name (Charles Fox, Norman Gimbel)         | 3:09 |
| 2.  | Lover's cross (Jim Croce)                         | 3:04 |
| 3.  | Five short minutes (Jim Croce)                    | 3:29 |
| 4.  | Age (Jim Croce, Ingrid Croce)                     | 3:46 |
| 5.  | Workin' at the carwash blues (Jim Croce)          | 2:32 |
| 6.  | I'll have to say I love you in a song (Jim Croce) | 2:34 |
| 7.  | Salon and saloon (Maury Muehleisen)               | 2:31 |
| 8.  | Thursday (Sal Joseph)                             | 2:28 |
| 9.  | Top hat bar and grill (Jim Croce)                 | 2:47 |
| 10. | Recently (Jim Croce)                              | 2:34 |
| 11. | The hard way every time (Jim Croce)               | 2:29 |

## Medewerkers

### Muzikanten
- Jim Croce – zang, gitaar
- Leroy Brown – zang
- Gary Chester – drumstel
- George Devens – percussie
- Steve Gadd – drums
- Ellie Greenwich – zang
- Henry Gross – zang en gitaar
- Michael Kamen – synthesizer
- Joe Macho – bas
- Rick Marotta – drums
- Bobby Matos – percussie
- Terence P. Minogue – snaarinstrumenten, zang
- Maury Muehleisen – gitaar, zang
- Henry Gross – zang en gitaar
- Marty Nelson – zang
- Alan Rolnick – gitaar, zang
- Tasha Thomas – zang
- Tommy West –bas, keyboard, zang
- Stu Woods – bas

### Technici
- Producer: Terry Cashman en Tommy West
- Geluidstechnicus: Bruce Tergesen

## Singles
Er zijn drie singles verschenen van dit album:
- I got a name (1973)
- I'll have to say I love you in a song (1974)
- Workin' at the carwash blues (1974)

## Waardering
Dit album behaalde een tweede plaats in de albumlijsten in de Verenigde Staten en Canada. De plaat haalde in Nederland nummer 20. In 1981 werd het album nogmaals uitgebracht, toen behaalde het nummer 12.
De Amerikaanse website AllMusic waardeerde dit album met drie en een halve ster (het maximum is vijf).